# Steve Sidwell (musicista)
Steve Sidwell (1961) è un trombettista e compositore britannico, attivo nella Michael Nyman Band.
Ha lavorato con diversi artisti, come Robbie Williams, Amy Winehouse, Ben E. King, Randy Crawford, Gary Barlow, Joe Cocker, Kate Bush, Roger Waters, Mick Jagger, Seal, Lisa Stansfield, Mark Knopfler, Enya, George Michael: ha condotto il programma radiofonico "The Chris Moyles Show" della BBC, lavora per Eurodisney a Parigi.
Più recentemente ha prodotto una prestazione corale per una pubblicità dell'Honda Civic, basata sulla riproduzione, da parte del coro, dei rumori che si possono ascoltare mentre si guida l'automobile.
Con il coro The Hollywood Film Chorale ha riproposto questo gioco d'intreccio tra musica e rumore al settantesimo e al settantanovesimo dell'Academy Awards, riproducendo brevi scene di diversi film hollywoodiani. È noto per aver suonato la tromba in alcune canzoni dello Zecchino d'Oro 2017, come Gualtiero dei mestieri e Sì, davvero mi piace!, nelle quali è presente anche suo fratello Neil, che suona il trombone.